# Болон
Болон (фр. Beaulon) насеље је и општина у централној Француској у региону Оверња, у департману Алије која припада префектури Мулен.
По подацима из 2011. године у општини је живело 1.638 становника, а густина насељености је износила 25,6 становника/km². Општина се простире на површини од 63,98 km². Налази се на средњој надморској висини од 214 метара (максималној 263 m, а минималној 203 m).

## Демографија
| 1962. | 1968. | 1975. | 1982. | 1990. | 1999. | 2011. |
| ----- | ----- | ----- | ----- | ----- | ----- | ----- |
| 1.719 | 1.738 | 1.767 | 1.768 | 1.744 | 1.560 | 1.638 |

График промене броја становника у току последњих година